# Reino de Tormentas
Reino de Tormentas (deutsch: „Königreich der Stürme“) ist das Debütalbum der Post-Hardcore-Band DENY aus Buenos Aires in Argentinien. Es erschien am 23. September 2011 auf dem Label Pinhead Records.

## Produktion
Das Album wurde, nachdem die Gruppe einen Vertrag bei Pinhead Records unterschrieben hatte, zwischen Juni und September des Jahres 2011 von Javier Casas, dem Gitarristen der Hardcore-Punk-Band Nueva Ética, in den Infire Studios in Buenos Aires aufgenommen. Die Songs wurden allesamt von den Musikern verfasst. Das Album enthält elf Stücke, wobei der letzte Song „La Última Vez“ einen Hidden-Track enthält. Dieser Track ist eine Akustikversion des Stückes „Where I Want to Be“ der Alternative-Rock-Band The Dangerous Summer, den die Band ins  Spanische übersetzte.
Bei den Produktionen wurde Javier Casas unter anderem vom Bandmanager Rulo Coronel, Pablo Nuñez und Maximiliano Bueno unterstützt. Das Cover zeigt einen blauen Planeten in der Bildmitte, der von Wellen umspült wird. Es wurde von Marina Fages entworfen, die bereits für Jordan und El Tronador Cover-Artworks anfertigte.

## Veröffentlichung
Bereits am 2. März des Jahres 2011 spielte die Gruppe erstmals einige Stücke aus dem Album. Bei diesem Konzert, das im El Sotano in Rosario stattfand, wurde die Gruppe von Pandemia, Nefasto und Renacer del Tiempo unterstützt. Am 23. September 2011 fand die Release-Party im Groove de Capital Federal in Santa Fe statt. Am 13. Mai 2012, als die Gruppe im La Trastienda Club in Buenos Aires das fünfjährige Bandbestehen feierte, wurde das Musikvideo zu „Si Pudiera Salvarte“ veröffentlicht.
Reino de Tormentas wird in Argentinien über die Online-Shops mehrerer Labels, darunter Pinhead Records und Vegan Records, sowie auf Konzerten der Band verkauft. In Deutschland, dem Vereinigten Königreich, Frankreich und Italien wird Reino de Tormentas inzwischen über Amazon vertrieben.

## Titelliste
1. Intro – 0:52
2. Alien vs. DENY – 3:13
3. Reino de Tormentas – 3:42
4. Caminos – 3:14
5. Lo Que Siempre Buscábamos – 3:39
6. Documento #2 – 4:05
7. Si Pudiera Salvarte – 4:08
8. E.X.E. – 3:23
9. Persiguiendo Sombras – 0:26
10. De Mi Pasado – 3:33
11. La Última Vez – 10:56 (Hidden-Track: „Donde Quiero Estar“ (ab Minute 6:44) -Akustikcover von „Where I Want to Be“ von The Dangerous Summer)